# Tom Frost
Tom Frost (30. června 1936 – 24. srpna 2018) byl americký horolezec a fotograf. Studoval na Stanfordově univerzitě a v roce 1958 začal lézt v Yosemitech, kde provedl řadu prvovýstupů. V roce 1961 on a Yvon Chouinard jako první vystoupili severovýchodní stěnou na Disappointment Peak v pohoří Teton Range. Roku 1963 se účastnil expedice vedené Edmundem Hillarym na himálajskou šestitisícovku Kangtega. Byl jedním z členů, kteří vystoupili na vrchol. V roce 1968 poprvé vystoupil jihovýchodní stěnou na kanadskou skálu Lotus Flower Tower. Roku 1970 se neúspěšně pokoušel vystoupit na Annapurnu a v roce 1979 stanul na vrcholu šestitisícovky Ama Dablam. Roku 1986 vystoupil společně s Jeffem Lowem novou cestou na Kangtegu. Zemřel roku 2018 ve stejný den jako Lowe.